# Сара Бартман
Сара Бартман (африканс: [ˈsɑːra ˈbɑːrtman]) (око 1789 – 29. децембар 1815) је име најмање две јужноафричке жене Хотентоти које су биле изложене као атракције "чудака" у Европи 19. века под именом Венера Хотентота. Хотентот је било име за народ Хоји, који се сада понекад сматра увредљивим изразом, а" Венера "се односила на римску богињу љубави и плодности.

## Биографија
Сматра се да је Сара рођена 1789. године у Јужној Африци. Мајка јој је умрла кад је имала свега две године, а отац, који је био гонич говеда, кад је била тинејџер. Њено име по рођењу је непознато.
Запослила се у јавном сектору у Кејптауну, након што су јој холандски колонисти убили мужа са којим је имала и бебу која је умрла. У октобру 1810. године, Сара је наводно потписала уговор са енглеским лекаром Вилијамом Данлопом и предузетником Хендриком Цезаром како би отишла у Енглеску да учествује у шоу због свог несвакидашњег изгледа.
Разлог њихове фасцинације са Саром, је њен физички изглед. Она је имала стеатопегију, генетско стање које доводи до екстремног повећања масти у задњици, након чега она добија велике димензије. Сара је наступала у Лондоском циркусу и била права звезда. У то време било је веома модерно имати велику задњицу и људи су јој завидели због тога. На сцени је, док је наступала, носила уску одећу, огрлице од разнобојних перли, перје и лулу.
Човек по имену Хенри Тејлор одвео је Сару Бартман у Француску око септембра 1814. Тејлор ју је затим продао тренеру животиња С. Ројку, који ју је изложио под условима под притиском 15 месеци у Краљевској Палати у Паризу. У Француској је у ствари била поробљена. У Паризу је њена изложба постала јасније испреплетена научним расизмом.
У Паризу, Бартманини промотери нису морали да се баве оптужбама за ропство. "До тренутка када је стигла у Париз, њено постојање је заиста било прилично бедно и изузетно сиромашно. Сару су дословно третирали као животињу. Постоје неки докази који указују на то да је у једном тренутку огрлица стављена око њеног врата."

### Смрт
Баартман је умрла 29. децембра 1815. године око 40. године, од неутврђене инфламаторне болести, могуће малих богиња, док други извори сугеришу да је оболела од сифилиса, или упале плућа. Кувијер је извршио дисекцију, али није обавио обдукцију како би испитао разлоге Бартманине смрти.

## Посмртни остаци
Након Бартманине смрти, Жофри Сен Хилер се пријавио у име музеја да задржи њен леш на основу тога што је био јединствен примерак хуманости и стога од посебног научног интереса. Апликација је одобрена и Бартманин скелет и тело су приказани у музеју. Лобања јој је украдена 1827. године, али је враћена неколико месеци касније.
Након победе Афричког националног конгреса (АНЦ) на општим изборима у Јужноафричкој Републици 1994. године, председник Нелсон Мандела је формално затражио да Француска врати посмртне остатке. Након много правних препирки и расправа у Француској националној скупштини, Француска је 6. марта 2002. године удовољила захтеву. Њени посмртни остаци су 6. маја 2002. враћени у њену домовину, долину Гамтус , а сахрањени су 9. августа 2002. на Вергадерингскопу, брду у граду Ханкеј преко 200 година након њеног рођења.